# 国务院办公厅秘书一局
国务院办公厅秘书一局是中华人民共和国国务院办公厅内设的一个职能局。
国务院办公厅秘书一局负责办理国务院全体会议、国务院常务会议等会务及国务院领导同志内事活动、政府信息公开、文电收发运转和国徽印鉴管理、信息、档案、公文核稿、文印、机要通信和机要文件交换、办公厅保密、《国务院公报》和《国务院大事记》编辑等方面的工作。

## 工作职能
国务院办公厅秘书一局主要负责办理：
- 国务院全体会议、国务院常务会议等会务及国务院领导同志内事活动
- 政府信息公开
- 文电收发运转和国徽印鉴管理
- 信息、档案、公文核稿、文印、机要通信和机要文件交换
- 办公厅保密
- 《国务院公报》和《国务院大事记》编辑